# Mycetophila marginata
Mycetophila marginata är en tvåvingeart som beskrevs av Johannes Winnertz 1863. Mycetophila marginata ingår i släktet Mycetophila och familjen svampmyggor. Arten är reproducerande i Sverige. Inga underarter finns listade i Catalogue of Life.